# ترافيس فلوريس
ترافيس فلوريس (بالإنجليزية: Travis Flores)‏ هو كاتب للأطفال وكاتب أمريكي، ولد في 7 أبريل 1991 في غلينديل في الولايات المتحدة.